# Olympische Sommerspiele 2016/Teilnehmer (Jordanien)
| Gelbes Symbol für Goldmedaillen mit stilisierten Olympischen Ringen | Graues Symbol für Silbermedaillen mit stilisierten Olympischen Ringen | Braundes Symbol für Bronzemedaillen mit stilisierten Olympischen Ringen |
| ------------------------------------------------------------------- | --------------------------------------------------------------------- | ----------------------------------------------------------------------- |
| 1                                                                   | —                                                                     | —                                                                       |

Jordanien nahm an den Olympischen Spielen 2016 in Rio de Janeiro teil. Es war die insgesamt 10. Teilnahme an Olympischen Sommerspielen.
Ahmad Abughaush gewann die Goldmedaille im Federgewicht (bis 68 kg) im Taekwondo. Dies war die erste Goldmedaille in der Olympischen Geschichte Jordaniens.

## Teilnehmer nach Sportarten

### Boxen
| Athleten        | Wettbewerb                    | 1. Runde     | 1. Runde | Achtelfinale       | Achtelfinale | Viertelfinale | Viertelfinale | Halbfinale    | Halbfinale    | Finale        | Finale        | Rang          |
| Athleten        | Wettbewerb                    | Gegner       | Ergebnis | Gegner             | Ergebnis     | Gegner        | Ergebnis      | Gegner        | Ergebnis      | Gegner        | Ergebnis      | Rang          |
| --------------- | ----------------------------- | ------------ | -------- | ------------------ | ------------ | ------------- | ------------- | ------------- | ------------- | ------------- | ------------- | ------------- |
| Männer          |                               |              |          |                    |              |               |               |               |               |               |               |               |
| Obada Al-Kasbeh | Halbweltergewicht bis 64 kg   | –            | –        | Arthur Biyarslanov | 0:3          | ausgeschieden | ausgeschieden | ausgeschieden | ausgeschieden | ausgeschieden | ausgeschieden | ausgeschieden |
| Hussein Ishaish | Superschwergewicht über 91 kg | Mihai Nistor | 2:1      | Tony Yoka          | 0:3          | ausgeschieden | ausgeschieden | ausgeschieden | ausgeschieden | ausgeschieden | ausgeschieden | ausgeschieden |

### Judo
| Athleten       | Wettbewerb | 1. Runde   | 1. Runde    | 2. Runde      | 2. Runde      | Viertelfinale | Viertelfinale | Halbfinale / Trostrunde | Halbfinale / Trostrunde | Finale / Platz 3 | Finale / Platz 3 | Rang          |
| Athleten       | Wettbewerb | Gegner     | Ergebnis    | Gegner        | Ergebnis      | Gegner        | Ergebnis      | Gegner                  | Ergebnis                | Gegner           | Ergebnis         | Rang          |
| -------------- | ---------- | ---------- | ----------- | ------------- | ------------- | ------------- | ------------- | ----------------------- | ----------------------- | ---------------- | ---------------- | ------------- |
| Männer         |            |            |             |               |               |               |               |                         |                         |                  |                  |               |
| Ibrahim Khalaf | bis 90 kg  | T. Briceno | 011s0:000s3 | ausgeschieden | ausgeschieden | ausgeschieden | ausgeschieden | ausgeschieden           | ausgeschieden           | ausgeschieden    | ausgeschieden    | ausgeschieden |

### Leichtathletik
Laufen und Gehen 
| Athleten          | Wettbewerb | Runde 1 | Runde 1 | Halbfinale | Halbfinale | Finale    | Finale | Rang |
| Athleten          | Wettbewerb | Zeit    | Rang    | Zeit       | Rang       | Zeit      | Rang   | Rang |
| ----------------- | ---------- | ------- | ------- | ---------- | ---------- | --------- | ------ | ---- |
| Männer            |            |         |         |            |            |           |        |      |
| Methkal Abu Drais | Marathon   | –       | –       | –          | –          | 2:46:18 h | 140    | 140  |

### Schwimmen
| Athleten      | Wettbewerb     | Vorlauf     | Vorlauf | Halbfinale    | Halbfinale    | Finale        | Finale        | Rang |
| Athleten      | Wettbewerb     | Zeit        | Rang    | Zeit          | Rang          | Zeit          | Rang          | Rang |
| ------------- | -------------- | ----------- | ------- | ------------- | ------------- | ------------- | ------------- | ---- |
| Frauen        |                |             |         |               |               |               |               |      |
| Talita Baqlah | 50 m Freistil  | 26,48 s     | 51      | ausgeschieden | ausgeschieden | ausgeschieden | ausgeschieden | 51   |
| Männer        |                |             |         |               |               |               |               |      |
| Khader Baqlah | 200 m Freistil | 1:48,42 min | 31      | ausgeschieden | ausgeschieden | ausgeschieden | ausgeschieden | 31   |

### Taekwondo
| Athleten        | Wettbewerb       | Achtelfinale | Achtelfinale | Viertelfinale | Viertelfinale | Hoffnungsrunde Halbfinale | Hoffnungsrunde Halbfinale | Halbfinale    | Halbfinale | Hoffnungsrunde Finale | Hoffnungsrunde Finale | Finale            | Finale   | Rang |
| Athleten        | Wettbewerb       | Gegner       | Ergebnis     | Gegner        | Ergebnis      | Gegner                    | Ergebnis                  | Gegner        | Ergebnis   | Gegner                | Ergebnis              | Gegner            | Ergebnis | Rang |
| --------------- | ---------------- | ------------ | ------------ | ------------- | ------------- | ------------------------- | ------------------------- | ------------- | ---------- | --------------------- | --------------------- | ----------------- | -------- | ---- |
| Männer          |                  |              |              |               |               |                           |                           |               |            |                       |                       |                   |          |      |
| Ahmad Abughaush | Klasse bis 68 kg | Ghofran Zaki | 9:1          | Lee Dae-hoon  | 11:8          | –                         | –                         | Joel González | 12:7       | –                     | –                     | Alexei Denissenko | 10:6     | Gold |

### Triathlon
| Athleten        | Wettbewerb | Zeit      | Rang |
| --------------- | ---------- | --------- | ---- |
| Männer          |            |           |      |
| Leonardo Chacón | Einzel     | 1:55:05 h | 46   |